# Vinkuran
Vinkuran (italijansko Vincural) je naselje na Hrvaškem, ki upravno spada pod občino Medulin; le-ta pa spada pod Istrsko županijo. Obstaja kot samostojno od leta 2001. iz naselja Pulj.
Vinkuran je manjše naselje v jugozahodnem delu Istre oddaljeno okoli 4 km od Pulja. Leži nad zalivom Soline (tudi Vinkuranski zaliv), in je okoli 500 m oddaljeno od morja. Solinski zaliv ima lepo plažo, zaščiteno pred vetrovi in obdano z borovim gozdom.
Ime Vinkuran se v starih zapisih prvič omenja leta 1424 kot Vencoral. Kraj je bil naseljen že v antiki, ko so na tem področju živeli Rimljani. Največji dokaz za to je kamnolom v bližini naselja (Cavae romanae) v katerem so pridobivali kamne, iz katere je zgrajena Arena v Pulju.

## Demografija
| Pregled števila prebivalcev po letih | Pregled števila prebivalcev po letih | Pregled števila prebivalcev po letih | Pregled števila prebivalcev po letih | Pregled števila prebivalcev po letih | Pregled števila prebivalcev po letih | Pregled števila prebivalcev po letih | Pregled števila prebivalcev po letih | Pregled števila prebivalcev po letih | Pregled števila prebivalcev po letih | Pregled števila prebivalcev po letih | Pregled števila prebivalcev po letih | Pregled števila prebivalcev po letih | Pregled števila prebivalcev po letih | Pregled števila prebivalcev po letih |
| ------------------------------------ | ------------------------------------ | ------------------------------------ | ------------------------------------ | ------------------------------------ | ------------------------------------ | ------------------------------------ | ------------------------------------ | ------------------------------------ | ------------------------------------ | ------------------------------------ | ------------------------------------ | ------------------------------------ | ------------------------------------ | ------------------------------------ |
| 1857                                 | 1869                                 | 1880                                 | 1890                                 | 1900                                 | 1910                                 | 1921                                 | 1931                                 | 1948                                 | 1953                                 | 1961                                 | 1971                                 | 1981                                 | 1991                                 | 2001                                 |
| 0                                    | 0                                    | 86                                   | 133                                  | 161                                  | 112                                  | 0                                    | 252                                  | 191                                  | 189                                  | 211                                  | 199                                  | 0                                    | 0                                    | 501                                  |